# Ярошенко Наталія Миколаївна
Наталія Миколаївна Ярошенко (нар. 25 січня 1971, м. Біла Церква) — українська акторка театру, кіно та дубляжу. Заслужена артистка України (2010).

## Життєпис
Народилася 25 січня 1971 року у Білі Церкві.
У 1991 році закінчила Київський державний інститут театрального мистецтва імені Івана Карпенка-Карого.
З 1993 року працює у Національному театрі імені Івана Франка.

## Фільмографія
- «Слід перевертня» (2001)
- «Прощання з Каїром» (2002)
- «Повернення Мухтара-4» (2007)
- «Білі троянди надії» (2011)
- «Дефективи» (2017—2020)
- «Схованки» (2019)
- «Мавки» (2020)
- «Перші ластівки. Zалежні» (2020)
- «Виходьте без дзвінка-3» (2020)

## Дублювання та озвучення
Сотні ролей українською та російською для студій та телеканалів «1+1», «Новий канал», «Le Doyen» та інших. [джерело?]

## Озвучення реклами
- «Ace»
- «Colgate»
- «Pampers»